# Macrophiothrix pawsoni
Macrophiothrix pawsoni is een slangster uit de familie Ophiotrichidae.
De wetenschappelijke naam van de soort werd in 2004 gepubliceerd door Yulin Liao.